# 1234-й отдельный сапёрный батальон
1234-й отдельный сапёрный батальон  — воинская часть в вооружённых силах СССР во время Великой Отечественной войны.

## История
Сформирован осенью 1941 года в Архангельском военном округе (Кириллов) в составе 2-й сапёрной бригады, до января 1942 года занят на строительстве тыловых оборонительных рубежей  на рубеже городов Вытегра, Череповец, Пошехоново 
В составе действующей армии первым формированием с 1 февраля 1942 года по 27 июля 1942 года, вторым формированием с 27 июля 1942 по 3 октября 1942 года.
В январе 1942 года был направлен на Волховский фронт, где до июня 1942 года находился в распоряжении 2-й ударной армии, обеспечивая строительство её укреплений и коммуникаций. Практически полностью был уничтожен в кольце окружения 2-й ударной армии и 27 июля 1942 года расформирован, но в этот же день сформирован снова в составе армии, таким образом формально существовал в виде двух формирований.
Второе формирование батальона 3 октября 1942 года переформировано в 270-й отдельный инженерный батальон.

## Подчинение
| Подчинение по месяцам                      | Подчинение по месяцам                                      | Подчинение по месяцам | Подчинение по месяцам | Подчинение по месяцам |
| Дата                                       | Фронт (округ)                                              | Армия                 | Бригада               | Примечания            |
| ------------------------------------------ | ---------------------------------------------------------- | --------------------- | --------------------- | --------------------- |
| 1 января 1942 года                         | Архангельский военный округ                                | 2-я сапёрная армия    | 2-я сапёрная бригада  | —                     |
| 1 февраля 1942 года                        | Волховский фронт                                           | 2-я ударная армия     | -                     | —                     |
| 1 марта 1942 года                          | Волховский фронт                                           | 2-я ударная армия     | -                     | —                     |
| 1 апреля 1942 года                         | Волховский фронт                                           | 2-я ударная армия     | -                     | —                     |
| 1 мая 1942 года                            | Ленинградский фронт (Группа войск Волховского направления) | 2-я ударная армия     | -                     | —                     |
| 1 июня 1942 года (Волховская группа войск) | Ленинградский фронт                                        | 2-я ударная армия     | -                     | —                     |
| 1 июля 1942 года                           | Волховский фронт                                           | 2-я ударная армия     | -                     | -                     |
| 1 августа 1942 года                        | Волховский фронт                                           | 2-я ударная армия     | -                     | -                     |
| 1 сентября 1942 года                       | Волховский фронт                                           | 2-я ударная армия     | -                     | -                     |
| 1 октября 1942 года                        | Волховский фронт                                           | 2-я ударная армия     | -                     | -                     |